# El vampiro sangriento
Pour plus de détails, voir Fiche technique et Distribution.
El vampiro sangriento est un film d'épouvante fantastique mexicain réalisé par Miguel Morayta et sorti en 1962.
Avec La invasión de los vampiros, il fait partie d'un diptyque de films de vampires réalisés par Morayta,,.

## Synopsis
Le comte Cagliostro (Antonio Raxel), dont la famille tente depuis des générations de débarrasser le monde des vampires, charge sa fille Inés (Begoña Palacios) d'affronter le comte Frankenhausen (Carlos Agostí) et son armée de vampires.

## Fiche technique
- Titre original mexicain : El vampiro sangriento[4]
- Réalisateur : Miguel Morayta
- Scénario : Miguel Morayta
- Photographie : Raúl Martínez Solares (es)
- Montage : Gloria Schoemann
- Musique : Luis Hernández Bretón (en)
- Décors : Carlos Arjona
- Production : Rafael Pérez Grovas
- Sociétés de production : Atzeca, Internacional Sono Film S.A., Tele Talia Films
- Pays de production :  Mexique
- Langue originale : espagnol
- Format : Noir et blanc - 1,37:1 - Son mono - 35 mm
- Durée : 110 minutes
- Genre : film d'épouvante fantastique
- Dates de sortie :
  - Mexique : 6 septembre 1962

## Distribution
- Begoña Palacios (es) : Inés Cagliostro
- Bertha Moss (es) : Frau Hildegarda
- Erna Martha Bauman : Comtesse Eugenia Frankenhausen
- Raúl Farell : Dr. Ricardo Peisser
- Carlos Agostí (es) : Comte Sigfrido von Frankenhausen
- Pancho Córdova (sous le nom de « Francisco A. Cordova ») : Justus
- Antonio Raxel (es) : Comte Valsamo de Cagliostro
- Enrique Lucero (es) : Lázaro
- Lupe Carriles (es) : Lupe, l'aubergiste
- Nathanael León : Maître de la chambre de torture